# Dries Van Coillie
Andreas Eduard Edmond (Dries) Van Coillie (Roeselare, 10 april 1912 – Leuven, 26 oktober 1998) was een Belgisch missionaris van Scheut. Hij was missionaris in China. Daar maakte hij de Japanse bezetting mee en de machtsovername door de communisten. Bijna drie jaar zat hij gevangen in een politieke gevangenis. Over deze ervaring schreef hij het boek De enthousiaste zelfmoord.

## Periode in China
Na zijn priesterwijding op 31 juli 1938 vertrok Dries Van Coillie in 1939 naar China. Daar werd hij professor aan het seminarie van Tsining. Tijdens de Japanse bezetting bracht hij twee jaar door in een Japans concentratiekamp. Na de oorlog wijdde hij zich aan het apostolaat onder de intellectuelen en universitairen te Peking. Vanaf 1949 had hij de leiding van het Legioen van Maria in Noord-China. Door de communistische machthebbers werd hij samen met andere westerse missionarissen opgesloten in een politieke gevangenis te Peking. Tijdens 34 maanden gevangenschap werd hij onderworpen aan ondervragingen, folteringen en communistische indoctrinatie. Na de Conferentie van Genève in 1954 werd hij vrijgelaten en uit China verbannen.

## Later leven
Over zijn gevangenschap gaf Dries Van Coillie lezingen in België, Nederland, Ierland en het Verenigd Koninkrijk. In december 1954 sprak hij over communistisch China in het Britse parlementsgebouw op uitnodiging van de Conservative Party. In 1955 werd Dries Van Coillie benoemd tot adjunct-secretaris-generaal bij het paviljoen van de Heilige Stoel op de Wereldtentoonstelling te Brussel. In 1956 moest hij echter al terugtreden wegens zijn zwakke gezondheid. Tijdens zijn herstel schreef Dries Van Coillie zijn bekendste boek De enthousiaste zelfmoord over zijn gevangenschap onder de Chinese communisten. Dit boek werd in verschillende talen vertaald. Later werd hij medewerker van pater Jan Joos voor de godsdienstige uitzendingen op de openbare Vlaamse omroep. Hij werkte mee aan de radio-uitzendingen Vlaanderen zendt zijn zonen uit van het NIR.

## Publicaties
- Proeve eener bibliographie van de missionarissen van Scheut (met Willem A. Grootaers), 1939.
- De ongelijke strijd, 1956.
- Peking, cel 10, 1957.
- De enthousiaste zelfmoord, 1958.
- De Chinese Communistische Partij en haar leiders, z.d.